# تتسوکو کورویاناگی
تتسوکو کورویاناگی (黒柳 徹子 Kuroyanagi Tetsuko, زاده ۹ اوت ۱۹۳۳ در توکیو) بازیگر ژاپنی، صداپیشه، تارنتو، مشاور صندوق جهانی طبیعت و سفیر حسن نیت برای یونیسف است. او به خاطر کارهای خیرخواهانه اش بسیار شناخته شده‌است و به عنوان نخستین افراد مشهور ژاپنی شناخته شده‌است که به شهرت جهانی رسیده‌است. در سال ۲۰۰۶، دونالد ریچی در کتاب خود " پرتره‌های ژاپنی: تصاویر افراد مختلف " به کورویاناگی به عنوان : "محبوب‌ترین و تحسین شده‌ترین زن در ژاپن". اشاره کرد

## اوایل زندگی
کورویاناگی در سال ۱۹۳۳ در نگیساکا توکیو متولد شد. پدر وی ویولونیست و مجری کنسرت بود. نام مستعار او در کودکی مطابق خاطرات زندگینامه خود در سال ۱۹۸۱، توتو-چان (Totto-chan) بوده‌است. کورویاناگی در جوانی به مدرسه ابتدایی توموی گاکون رفت.

## تحصیلات
کورویاناگی در کالج موسیقی توکیو تحصیل کرد و در رشته اپرا فعالیت داشت، زیرا قصد داشت خواننده اپرا شود. پس از فارغ‌التحصیلی، با پیوستن او به توکیو هوسو گکیدان به بازیگری و صنعت سرگرمی تلویزیون علاقه‌مند شد. پس از آن، او اولین بازیگر زن ژاپنی شد که با شرکت پخش ژاپن یا ان‌اچ‌کی (NHK) قرارداد امضا کرد.

## حرفه

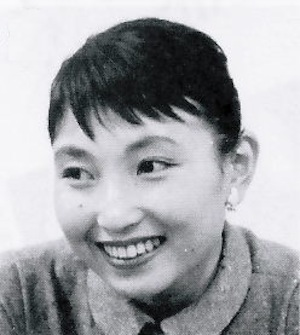
کورویاناگی در سالهای اولیه

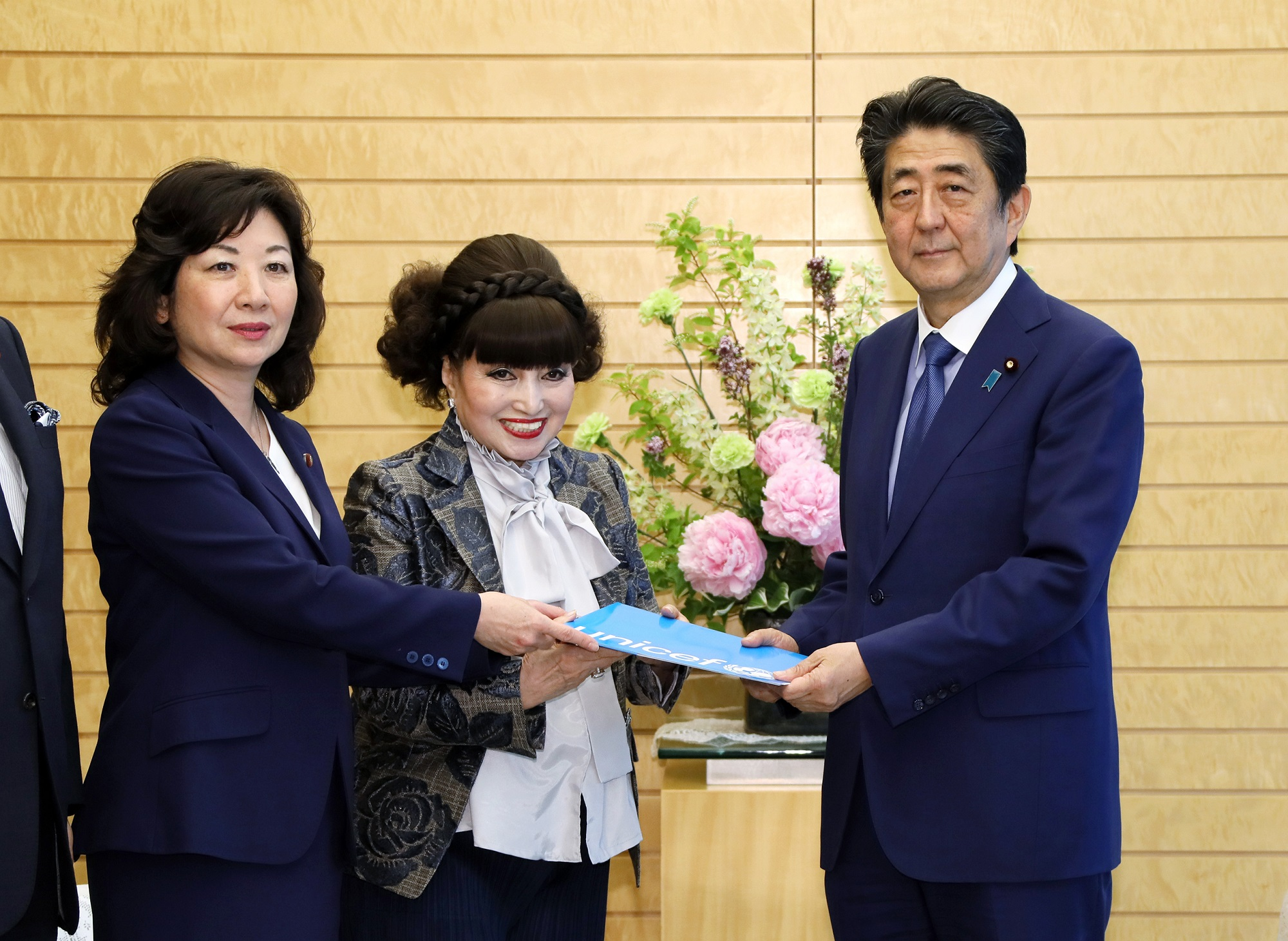
به همراه شینزو آبه (مجلس نمایندگان)

پس از صداپیشگی لیدی پنلوپ در سریال‌های تلویزیونی Thunderbirds, کورویاناگی برای اولین بار در سال ۱۹۷۵ وقتی که برنامه تلویزیونی بعد از ظهر خود «اتاق تتسوکو» (Tetsuko no Heya) را اجرا کرد شناخته شد، که اولین نمایش تلویزیونی در ژاپن بود. این نمایش توسط کانال تلویزیونی خصوصی تی‌وی آساهی پخش شد و گفتگوی کورویاناگی با افراد مشهور از زمینه‌های مختلف از جمله تلویزیون، ورزش و سیاست به نمایش درآمد. آمارها نشان می‌دهد، تا اوایل دهه ۱۹۹۰، کورویاناگی با دو هزار مهمان ژاپنی و خارجی مصاحبه کرده بود. گرمی او به عنوان یک مصاحبه‌کننده و هنر مهارت در صحبت کردن عاملی است که باعث شده تا برنامه تلویزیونی طولانی شود. او همچنین با حضور منظم خود در مسابقه تلویزیونی «اسرار جهانی» برای مخاطبان ژاپنی آشنا است.

## کارهای خیرخواهانه

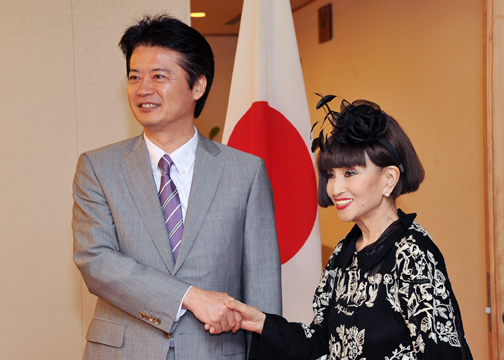
کورویاناگی به همراه کویچیرو گمبا (وزیر امور خارجه وقت ژاپن)

کورویاناگی به دلیل کارهای خیرخواهانه و جمع‌آوری اعانه در سطح بین‌المللی شناخته شده‌است. او بنیاد Totto را تأسیس کرد. این بنیاد به‌طور حرفه ای بازیگران ناشنوا را آموزش می‌دهد و دیدگاه کورویاناگی را در مورد آوردن تئاتر برای ناشنوایان اجرا می‌کند.
در سال ۱۹۹۷، کورویاناگی کتاب "کودک توتو چان" را چاپ کرد، که براساس تجربه وی در سالهای ۱۹۸۴ تا ۱۹۹۶ است که به عنوان سفیر حسن نیت یونیسف مشغول به فعالیت بود. کورویاناگی مدیر شعبه صندوق جهانی طبیعت در ژاپن است.
کورویاناگی دو بار تئاتر ملی ناشنوایان آمریکا را به ژاپن آورده‌است، و با آنها توسط زبان اشاره بازیگری کرد.

## افتخارات
کورویاناگی به دلیل مصاحبه در رسانه‌ها و سرگرمی‌های تلویزیونی، جایزه پخش فرهنگی ژاپن را گرفت که بالاترین جایزه افتخاری تلویزیون در ژاپن است. از آن زمان تاکنون ۱۴ بار به عنوان شخصیت تلویزیونی مورد علاقه ژاپن، برای نمایش اتاق Tetsuko به او رای داده شده‌است.
در سال ۲۰۰۰، کورویاناگی اولین دریافت کننده جایزه جهانی رهبری برای کودکان بود که در دهمین سالگرد اجلاس جهانی برای کودکان در سال ۱۹۹۰ توسط یونیسف تأسیس شد. در ماه مه سال ۲۰۰۳، کورویاناگی به پاس دو دهه خدمت خود برای فرزندان جهان، Order of the Sacred Treasure را دریافت کرد.